# Kostelec u Křížků
Kostelec u Křížků (en allemand : Kreuz-Kosteletz) est une commune du district de Prague-Est, dans la région de Bohême-Centrale, en République tchèque. Sa population s'élevait à 720 habitants en 2020.

## Géographie
Kostelec u Křížků se trouve à 8 km au sud-sud-est de Jesenice et à 21 km au sud-sud-est de Prague.
La commune est limitée par Sulice au nord et à l'est, par Kamenice au sud et par Pohoří à l'ouest.

## Histoire
La première mention écrite de la localité date de 970.